# Once Again (альбом Джона Ледженда)
Once Again (с англ. — «Снова») — второй студийный альбом американского певца Джона Ледженда. Он был выпущен лейблами GOOD Music, Sony Urban Music и Columbia Records 24 октября 2006 года. Ледженд стал соавтором и сопродюсером большей части альбома, работая с такими коллегами, как Канье Уэст, will.i.am, Рафаэль Саадик, Крейг Стрит, Sa-Ra, Эрик Хадсон, Дево Спрингстин, Дэйв Тозер и Авеню.
Синглы с альбома включают «Save Room», «Heaven», «P.D.A. (We Just Don’t Care)», «Stereo», «Another Again», «Slow Dance», «Show Me» и «Each Day Gets Better». Альбом Once Again был сертифицирован RIAA как платиновый после того, как разошелся тиражом более миллиона копий. Песня «Heaven» получила премию «Грэмми» в номинации «Лучшее мужское вокальное исполнение в стиле R&B». Кроме того, песня «Save Room» была номинирована в категории «Лучшее мужское вокальное поп-исполнение».

## Отзывы
| Совокупная оценка    | Совокупная оценка |
| Источник             | Оценка            |
| -------------------- | ----------------- |
| Metacritic           | 77/100            |
| Оценки критиков      |                   |
| Источник             | Оценка            |
| AllMusic             | [ 2 ]             |
| Entertainment Weekly | B                 |
| The Guardian         | [ 4 ]             |
| Los Angeles Times    | [ 5 ]             |
| Robert Christgau     | [ 6 ]             |
| Rolling Stone        | [ 7 ]             |
| Spin                 | 8/10              |
| The Times            | [ 9 ]             |
| USA Today            | [ 10 ]            |

Альбом получил в целом положительные отзывы музыкальной критики и интернет-изданий.
На Metacritic альбом получил 77 баллов из 100, основываясь на «в целом благоприятных отзывах». Yahoo! Music UK оценил его в девять звезд из десяти и назвал его «часто ошеломляющим». Paste поставил ему четыре с половиной звезды из пяти и сказал: «Ледженд вырос на этом диске, обеспечив более богатый звук и более авантюрные эксперименты». The A.V. Club поставил ему B+ и сказал, что «хотя [альбом] иногда скатывается от сдержанности к сонливости, на нем нет ни одного неудачного трека». Mojo также поставил альбому четыре звезды из пяти и сказал о Ледженде: «Его самое впечатляющее умение — повторять спокойное очарование Билла Уизерса и мелодичные инстинкты Стиви Уандера».
Blender также дал ему четыре звезды из пяти и сказал, что он «стремится восстановить драматическое повествование и искупительную силу музыки соул на хип-хоп основе». Q также дал ему четыре звезды, назвав его «душевным» и «не фанковым». Billboard дал положительную рецензию и назвал его «Вневременным, приятным на ощупь альбомом, который мог бы легко войти в коллекцию вашего отца Сэма Кука и Перси Следжа, но при этом звучит современно». The Village Voice также дал положительную рецензию и заявил: «Есть несколько слов для описания современного мейнстримового r&b, но „элегантный“, „зрелый“, „легкий“ и „изысканный“ обычно к ним не относятся. К счастью, они применимы к тонкому продолжению мультиплатинового Get Lifted Джона Ледженда, завоевавшего Грэмми в 2005 году». Hartford Courant также дал положительную рецензию и назвал его песни «соул-музыкой, безупречно балансирующей между прошлым и будущим, опирающейся на теплый голос, уютно похожий на голос Билла Уизерса».
Другие отзывы средние или смешанные: The Observer дал альбому три звезды из пяти и сказал, что Ледженд «шагнул на территорию, которая отсылает его к госпелу и соулу, но избегает более очевидных кивков в прошлое». Slant Magazine также дал три звезды и сказал, что середина альбома «оттопыривается от избытка жира MOR, но, в отличие от дебюта Ледженда, альбом не воскресает к концу». Now также дал три звезды и сказал: «Сентиментальность лаунж-трека Ледженда часто перетекает в схалтурившую территорию Streisand-on-Broadway».

## Коммерческие показатели
Once Again дебютировал на третьем месте в Billboard 200 после саундтрека Hannah Montana к диснеевскому фильму «Ханна Монтана» и альбома My Chemical Romance The Black Parade, с продажами 231 000 копий за первую неделю. Это был второй дебютный альбом Ледженда в десятке лучших в США и его самая высокая позиция в чарте. На второй неделе альбом опустился на четвертую строчку чарта, с продажами еще 115 000 копий. 5 декабря 2006 года альбом был признан платиновым Ассоциацией звукозаписывающей индустрии Америки (RIAA) за продажу более миллиона экземпляров в США. По состоянию на сентябрь 2007 года альбом был продан по всему миру тиражом более 2,5 миллиона копий.

## Список композиций
| №   | Название                      | Автор(ы)                                                                 | Продюсеры                                                   | Длительность |
| --- | ----------------------------- | ------------------------------------------------------------------------ | ----------------------------------------------------------- | ------------ |
| 1.  | «Save Room»                   | John Stephens William Adams Jessyca Wilson Buddy Buie James B. Cobb, Jr. | will.i.am John Legend Kanye West                            | 3:55         |
| 2.  | «Heaven»                      | Stephens West Vaughn Stevens Alexandra Brown J. Wilson Milton Bland      | West Legend [a]                                             | 3:34         |
| 3.  | «Stereo»                      | Stephens Tom Craskey DeVon Harris                                        | Devo Springsteen Craskey [a]                                | 4:09         |
| 4.  | «Show Me»                     | Stephens Rob Bacon Raphael Saadiq Estelle Swaray                         | Saadiq Jake and the Phatman [a] Craig Street [b] Legend [b] | 4:58         |
| 5.  | «Each Day Gets Better»        | Stephens Adams Pam Sawyer Frank Wilson                                   | will.i.am Legend                                            | 3:47         |
| 6.  | «P.D.A. (We Just Don’t Care)» | Stephens Eric Hudson Kawan Prather J. Wilson                             | Jack Splash Hudson Street [a] Legend [a]                    | 4:38         |
| 7.  | «Slow Dance»                  | Stephens Adams Swaray Mike Lewis Poindexter                              | will.i.am Legend                                            | 4:43         |
| 8.  | «Again»                       | Stephens                                                                 | Street Legend                                               | 5:01         |
| 9.  | «Maxine»                      | Stephens Om'Mas Keith Taz Arnold Shafiq Husayn                           | Sa-Ra Legend [a]                                            | 4:27         |
| 10. | «Where Did My Baby Go»        | Stephens                                                                 | Street Legend                                               | 5:03         |
| 11. | «Maxine's Interlude»          | Stephens Dave Tozer                                                      | Tozer                                                       | 1:50         |
| 12. | «Another Again»               | Stephens West J. Wilson George Patterson                                 | West Ken Lewis Legend Street [b]                            | 4:01         |
| 13. | «Coming Home»                 | Stephens Adams                                                           | will.i.am Legend Street [b]                                 | 5:05         |

| №   | Название                                   | Автор(ы)                                               | Продюсеры          | Длительность |
| --- | ------------------------------------------ | ------------------------------------------------------ | ------------------ | ------------ |
| 13. | «King & Queen» (при участии Mary J. Blige) | Stephens Stevie Wonder Paul Bollenback Avriele Crandle | Crandle Legend [a] | 3:47         |
| 14. | «Out of Sight»                             | Stephens Craskey Vaughn Stevens J. Wilson              | Legend Craskey     | 4:13         |
| 15. | «Don’t Let Me Be Misunderstood»            | Bennie Benjamin Gloria Caldwell Sol Marcus             | Legend             | 5:13         |

Замечания
- ↑  сопродюсер
- ↑  дополнительный продюсер

## Чарты
| Чарт (2006)                            | Высшая позиция |
| -------------------------------------- | -------------- |
| Австралия (ARIA)                       | 56             |
| Австрия (Ö3 Austria)                   | 74             |
| Бельгия/Фландрия (Ultratop)            | 38             |
| Дания (Hitlisten)                      | 21             |
| Нидерланды (Album Top 100)             | 2              |
| Финляндия (Suomen virallinen lista)    | 28             |
| Франция (SNEP)                         | 58             |
| Германия (Offizielle Top 100)          | 33             |
| Италия (Classifica album)              | 5              |
| Ирландия (Irish Albums Chart)          | 19             |
| Новая Зеландия (RMNZ)                  | 36             |
| Норвегия (VG-lista)                    | 12             |
| Швеция (Sverigetopplistan)             | 8              |
| Швейцария (Schweizer Hitparade)        | 12             |
| Великобритания (UK Albums Chart)       | 10             |
| США (Billboard 200)                    | 3              |
| США (Billboard Top R&B/Hip-Hop Albums) | 1              |

| Чарт (2006)                            | Позиция |
| -------------------------------------- | ------- |
| Нидерланды (Album Top 100)             | 23      |
| США Billboard 200                      | 153     |
| США Top R&B/Hip-Hop Albums (Billboard) | 48      |

| Чарт (2007)                            | Позиция |
| -------------------------------------- | ------- |
| Нидерланды (Album Top 100)             | 73      |
| США Billboard 200                      | 70      |
| США Top R&B/Hip-Hop Albums (Billboard) | 26      |

## Сертификации
| Регион                                                      | Сертификация | Продажи    |
| ----------------------------------------------------------- | ------------ | ---------- |
| Канада (Music Canada)                                       | Золотой      | 50 000^    |
| Ирландия (IRMA)                                             | Золотой      | 7500^      |
| Нидерланды (NVPI)                                           | Платиновый   | 70 000^    |
| Великобритания (BPI)                                        | Золотой      | 100 000^   |
| США (RIAA)                                                  | Платиновый   | 1 000 000^ |
| ^ Данные о тиражах приведены только на основе сертификации. |              |            |